# Впусти мене (сингл)
Впусти мене — перший сингл українського гурту «Друга Ріка» з дебютного альбому «Я є», котрий вийшов у 1999 році. Також існує ремікс-версія пісні під назвою «Remix by Chief MC».

## Про сингл
Нариси пісні як пісні з’явилися ще у 96-98 роках - тоді вона мала назву «Light My Fire». Пізніше річ набула іншої гармонії, яка оздобила собою перший відвертий і україномовний текст групи. Впевненості композиції надала перемога на фестивалі «Майбутнє України ’99». 

## Музичне відео
Як розповідав вокаліст гурту Валерій Харчишин у 2005 році на програмі каналу M1 «Усі кліпи», відео на цю композицію знімали 27 березня — в день народження його мами та барабанщика гурту Олексія Дорошенка. Режисером роботи став Максим Паперник (відомий за робою з гуртом ВІА Гра), котрий, як згадував фронтмен, напевно хотів, щоб візуально це виглядало у стилі гурту HIM. За сюжетом, дівчина у костюмі пташки (яка потім стала обличчям обкладинки альбому «Я є») посилає на музикантів стихійні лиха у вигляді води, вогню та вітру.

## Скандал
Після виходу відеокліпу, гурт випустив музичне відео на ремікс пісні, режисером якого став Михайло Шелепов, яке містило кадри оригінальної версії. Це стало причиною скандалу зі сторони автора оригіналу - Максима Паперника, оскільки всупереч режисерові (ймовірно), Друга Ріка зробила перепрочитання раніше відомого відеокліпу .

## Список композицій
| #  | Назва                             | Тривалість |
| -- | --------------------------------- | ---------- |
| 1. | «Впусти мене»                     | 4:26       |
| 2. | «Впусти мене (Remix by Chief MC)» | 3:59       |

## Учасники запису
- Валерій Харчишин — вокал
- Олександр Барановський — гітара
- Дорошенко Олексій — ударні
- Біліченко Сергій — гітара
- Віктор Скуратовський — бас-гітара